# 山南脆蒴报春
山南脆蒴报春（学名：Primula jucunda）为报春花科报春花属下的一个种。

## 扩展阅读
- 維基物種上的相關：山南脆蒴报春